# Agnieszka Kapała-Sokalska
Agnieszka Daria Kapała-Sokalska (ur. 14 marca 1983 w Krotoszynie) – polska adwokat, samorządowiec, społeczniczka, wykładowczyni akademicka. W latach 2018–2024 radna Sejmiku Województwa Pomorskiego oraz członkini zarządu województwa pomorskiego.

## Życiorys

### Wykształcenie i praca zawodowa
Córka Krzysztofa i Liliany. Ukończyła prawo na Wydziale Prawa i Administracji Uniwersytetu Gdańskiego, a następnie aplikację adwokacką. Została adwokatem Pomorskiej Izby Adwokackiej w Gdańsku oraz redaktorką naczelną „Gdańskiego Kwartalnika Adwokackiego”. W latach 2016–2021 była sędzią Sądu Dyscyplinarnego Pomorskiej Izby Adwokackiej w Gdańsku. Jest Zasłużoną Honorową Dawcą Krwi II stopnia. Prowadzi w Gdańsku własną kancelarię adwokacką – Kancelaria Adwokacka AKS.

### Działalność polityczna
W wyborach w 2018 została wybrana na radną Sejmiku Województwa Pomorskiego, startując jako przedstawicielka Nowoczesnej z listy Koalicji Obywatelskiej w okręgu obejmującym Gdańsk. 26 listopada tego samego roku została wybrana przez Sejmik Województwa Pomorskiego na członka zarządu województwa, odpowiedzialnego z ramienia samorządu województwa za politykę społeczną oraz zdrowotną. Objęła nadzór nad podmiotami leczniczymi, dla których podmiotem tworzącym lub właścicielem jest województwo pomorskie, a także ośrodkami adopcyjnymi. Była członkinią Komisji Strategii Rozwoju i Polityki Przestrzennej oraz Komisji Zdrowia, Polityki Społecznej i Rodziny Sejmiku Województwa Pomorskiego. W wyborach w 2024 nie ubiegała się o reelekcję. W czerwcu tego samego roku zakończyła pełnienie funkcji członka zarządu województwa.

## Odznaczenia i wyróżnienia
W 2022 uhonorowana odznaką „Adwokatura Zasłużonym”, przyznaną przez Prezydium Naczelnej Rady Adwokackiej. 
W 2023 odznaczona przez Światowy Związek Żołnierzy Armii Krajowej Okręg Pomorski „Złotym Krzyżem 80. Rocznicy Utworzenia Armii Krajowej”, przyznanym za wspieranie działalności na rzecz krzewienia wiedzy o losach wojennych i powojennych Żołnierzy Armii Krajowej. W tym samym roku odebrała także „Odznakę za Wybitne Zasługi dla Związku Kombatantów Rzeczypospolitej Polskiej i Byłych Więźniów Politycznych”. Ponadto, w 2023, decyzją Prezydium Zarządu Głównego Związku Inwalidów Wojennych Rzeczypospolitej Polskiej została uhonorowana „Krzyżem 100 Lat Związku”. 
W 2024 Polski Związek Emerytów, Rencistów i Inwalidów Zarząd Główny nadał Agnieszce Kapale-Sokalskiej „Złotą Odznakę Honorową” za wybitne zasługi dla Związku.